# غيلبرت باتن
غيلبرت باتن (بالإنجليزية: Gilbert Patten)‏ هو كاتب أمريكي، ولد في 25 أكتوبر 1866 في كورينا في الولايات المتحدة، وتوفي في 16 يناير 1945 في فيستا في الولايات المتحدة.

## وصلات خارجية
- غيلبرت باتن على موقع IMDb (الإنجليزية)
- غيلبرت باتن على موقع الموسوعة البريطانية (الإنجليزية)